# Juan Sáez Hurtado
Juan Sáez Hurtado (15 de diciembre de 1897 - 8 de agosto de 1982), fue un sacerdote católico español que ejerció su ministerio en la diócesis de Cartagena. En las diversas tareas pastorales que le fueron confiadas, las ejerció de manera ejemplar y gozó de una reputación de santidad. La Iglesia católica inició el proceso para su beatificación y le declaró venerable.

## Biografía

### Juventud
Juan Sáez Hurtado nace en Alcantarilla en una familia modesta y religiosa. Su padre es periodista en un semanario regional y su madre es ama de casa. Es el último y tercer hijo de la familia. El fervor religioso está en lo profundo del hogar y desde muy joven, se envía a la escuela de las Hermanas Salesianas de lo Sagrado Corazón de Jesús. Es recibido allí por la Madre Fundadora, la Beata Piedad de la Cruz Ortíz Real. Los últimos años de su vida, Juan Sáez Hurtado aportará su testimonio en la investigación diocesana de la causa en beatificación de la Madre Piedad. De hecho, ella jugará un papel importante en su infancia, primero como directora de la escuela donde era externo, y en su vocación religiosa. Ella alentó su vcación de sacerdote.
Juan Sáez Hurtado ingresó en el seminario de San Fulgencio de Murcia el 1 de octubre de 1910, cuando aún no tenía trece años. Se distingue rápidamente de sus compañeros de clase por su afán en la oración, el estudio, la disciplina y la discreción. Será muy apreciado por sus superiores. Su fervor fue tal que se le encomendó el cuidado de la capilla del seminario. Uno de sus amigos más íntimos, el padre Pablo Menor, dice de él: En los años 1910 a 1917, en el seminario, Juan fue un modelo para quienes aspiraban al sacerdocio, despertando la admiración de todos. Cuando acabo de cumplir los ochenta, fue la única vez en mi vida que vi la expresión de la perfección evangélica en alguien.

### Sus inicios sacerdotales
Juan Sáez Hurtado fue ordenado sacerdote el 26 de mayo de 1923 por el obispo de Cartagena, Vicente Alonso y Salgado, en la capilla del Palacio Episcopal de Murcia. Celebró su primera misa el 17 de junio en la iglesia de San Pedro de Alcantarilla. Su primer cargo fue padre coadjutor de la parroquia de Molina de Segura. Solo permaneció allí durante un año, pero fue suficiente para que los fieles le recordaran como un sacerdote cercano a la gente, simple y atento a los pobres. Incluso creará el Oratorio de San Luis Gonzaga para los jóvenes de Molina.
En 1924, fue nombrado rector de la parroquia de Bormate, en la provincia de Albacete. Además de la oficina de los feligreses, también será el capellán de una comunidad de religiosos. Sus virtudes humanas y espirituales le dan una vez más la simpatía de los fieles, y es a menudo llamado el "santo cura de Bormate".
De 1929 a 1932, Juan Sáez Hurtado fue nombrado administrador de la parroquia de La Gineta. Su actividad se destacó por sus acciones en favor de los más necesitados y su dedicación a los niños y jóvenes. Allí, se le llama el "buen sacerdote".
Cumplirá las mismas funciones en la parroquia de Beniaján desde 1932 hasta 1936.

### Durante la Guerra Civil Española
En julio de 1936, Juan Sáez Hurtado fue nombrado párroco de la parroquia de San Jun Bautista de Alquerías, en la provincia de Murcia. Unas semanas más tarde, estalló la Guerra Civil Española y las persecuciones contra el clero, en la zona republicana, se desataron. Para evitar poner en peligro la vida de sus feligreses, Juan Sáez Hurtado se refugia en su pueblo natal, en Alcantarilla.
A pesar de las redadas y las incursiones de los milicianos en Alcantarilla, el padre Sáez nunca fue descubierto. Arriesgando su vida continuó ejerciendo su ministerio sacerdotal en secreto, celebrando la misa, confesando y repartiendo los sacramentos en el hogar familiar. Sacerdotes, monjas y especialmente feligreses de Molina de Segura vinieron a buscar refugio con él.

### Años 1940-1950
En 1939, Juan Sáez Hurtado fue nombrado administrador de la parroquia de San Cristóbal de Lorca. En 1940, una mujer se le acerca y le pide su intercesión para que tenga un hijo y sobreviva. Había tenido cuatro hijos, pero todos murieron a una edad temprana. El padre Sáez la consoló y le dijo que tendría un hijo, que sobreviviría, y quién se convertiría en sacerdote. De hecho, todo salió bien y el niño, llamado Ramón Fernández Miñarro, se convirtió en el párroco de San Juan Bautista de Aquerías.
De 1941 a 1945, Juan Sáez Hurtado fue designado para la parroquia de Torreagüerra. Trabajó para ayudar a las personas que sufrían la miseria material y espiritual después de los desastres causados por la guerra civil. Destinado como ecónomo de Aljucer, fue finalmente párroco de Nuestra Señora de los Dolores desde julio de 1945 hasta marzo de 1950. Al igual que en su última parroquia, ayudó a los más necesitados, a las familias arruinadas por la guerra, reorganizó la parroquia y dinamizó la vida religiosa después de las persecuciones contra el clero. Considerado como santo, los feligreses de Aljucer dicen que están orgullosos de haberlo contado entre sus sacerdotes.
Juan Sáez Hurtado lleva una vida austera y sus muchas trabajos le fatigan. En 1949 y 1950, se retiró por unos días al monasterio de la Luz para descansar y dedicarse por completo a la oración y al retiro espiritual. Al mismo tiempo, servirá como capellán de las Hermanas de Cristo crucificadas en el Convento de Villa Pilar. Muchas monjas testificaron en su proceso de beatificación para describir cuán fervientemente oró y celebró la misa, y para informar sobre la guía espiritual que recibieron. En 1950, sus superiores lo trasladaron a Beniaján como administrador. Una vez más, realizó muchas obras en favor los feligreses más pobres.

### Años 1960-1970
En 1955, fue nombrado párroco de la parroquia de San Pablo de Abarán. Juan Sáez Hurtado alentó la Acción Católica, especialmente para jóvenes y mujeres. Visitando a los pobres y los enfermos con mucha frecuencia, realizaba obras de caridad. Es más, sus cursos de predicación y catecismo tuvieron mucho éxito, y sus Misas y sus ratos de confesión atrajeron a muchos fieles. De hecho, impulsó la práctica religiosa de sus feligreses, alentándolos a una vida espiritual más sincera. A partir de la década de 1960,
su dinámico ministerio sacerdotal deteriora su salud y en 1964 sufre una hernia discal. En 1972, abandonó Abarán.
Juan Sáez Hurtado es nombrado entonces confesor y sacristán de la Catedral de Murcia. A partir de entonces, está enfermo y lleva una vida discreta. Sin embargo, celebró en 1973 su Jubileo de Oro Sacerdotal, con motivo del quincuagésimo aniversario de su ordenación, en Abarán. Fue una gran manifestación de cariño que le manifestaron sus feligreses de Abarán.

### Enfermedad y deceso
A pesar de su discreto ministerio en la catedral de Murcia, los días en el confesionario son largos y agotadores, y los fieles se reparten todo el día para recibir su absolución o sus consejos. Su salud se deteriora cada vez más, se ve obligado a ser hospitalizado en El Palmar. Fue allí donde murió el 8 de agosto de 1982, alrededor del mediodía. Sus últimas palabras fueron una invocación a la Virgen María: "¡Mi madre! "
Su funeral se celebró en Alcantarilla, con la asistencia de varios miles de fieles, al día siguiente.
Está enterrado en la Catedral de Murcia, en la capilla del Beato Andrés Hibernón.

## Beatificación
El 9 de julio de 1993, la Congregación para las Causas de los Santos autorizó a la diócesis de Cartagena a iniciar el procedimiento de beatificación y canonización de Juan Sáez Hurtado. La investigación diocesana terminó el 18 de diciembre de 1998 y fue enviada a Roma para ser estudiada por la Santa Sede.
El 20 de enero de 2017, el Papa Francisco reconoce la heroicidad de sus virtudes y le declara venerable.